# فمینیسم در برزیل
فمینیسم در برزیل به قرن نوزدهم میلادی بازمی‌گردد. در دوران امپراتوری برزیل، برخی حقوقدانان تلاش کردند تا حق رای زنان را قانونی اعلام کنند. سپس، قانون اساسی جمهوری سال ۱۸۹۱ زنان را از رای دادن محروم نکرد، زیرا آنها افرادی به‌شمار نمی‌آمدند که می‌توانستند شرایط رای دادن داشته باشند و این امر باعث شد که برخی از زنان بدون اینکه رای آنها به حساب بیایید درخواست رای دادن کنند تا در میان رای‌دهندگان قرار گیرند.
قانون اساسی ۱۸۹۱ در ابتدا دارای بندی بود که به زنان حق رای می‌داد، اما در آخرین نسخه خود لغو شد زیرا این ایده که سیاست یک فعالیت شرافتمندانه برای زنان نیست غالب بود. بر اساس گزارش Ipsos، حدود ۵۱ درصد از زنان برزیلی خود را فمینیست می‌دانند.
برخی از لحظات تاریخی مانند اعتصابات ۱۹۱۷، ظهور حزب کمونیست برزیل در سال ۱۹۲۲ و در همان سال، هفته هنر مدرن در سائوپائولو در پیشبرد مبارزات زنان مهم بودند. در سال ۱۹۱۹، برتا لوتز، که به همراه نیسیا فلورستا از پیشگامان جنبش فمینیستی برزیل در نظر گرفته می‌شود، فدراسیون برزیل برای پیشرفت زنان را تأسیس کرد که برای حق رای و حق کار بدون مجوز شوهر مبارزه می‌کرد. ریو گرانده دو نورته و میناس گرایس ایالت‌های پیشگام در قانونی کردن رأی زنان بودند.

## تاریخ
قانون اساسی جمهوری ۱۸۹۱ به زنان حق رای داد. در اصل ۷۰ آمده‌است که کلیه شهروندانی که بالای ۲۱ سال سن دارند، مجاز به رای دادن هستند. اصطلاح شهروند طبق تعبیر آن زمان فقط به مردان گفته می‌شد. زنان عملاً در سال ۱۹۳۲ حق رأی به دست آوردند.

### سده ۱۹ میلادی
جنبش فمینیستی برزیل در اواسط قرن ۱۹ آغاز شد، زمانی که زنان از چندین بخش از کشور شروع به مشارکت سیاسی و فرهنگی در جامعه کردند، جامعه ای که در آن زمان تحت سلطه مردسالارانه بود. زنان اگر کارگر یا ارائه‌دهنده خدمات نبودند، در خانه و با وظیفه مراقبت از خانه و کودکان، مطابق با ساختارهای اجتماعی که از آنها انتظار می‌رفت حضور داشتند. علاوه بر این، امکانات زنان برای ورود به یک سیستم آموزشی محدود بود، امکاناتی که زنان برای تحصیلات عالی داشتند ممکن نبود، زیرا آنها موجوداتی با ظرفیت فکری محدود تلقی می‌شدند و به فعالیت‌های سیاسی دسترسی نداشتند. زنان در طبقات بالاتر اجتماعی می‌توانستند در فعالیت‌های خاصی در زمینه‌های فرهنگی و هنری مانند نقاشی، ادبیات و موسیقی شرکت کنند.

### سده ۲۰

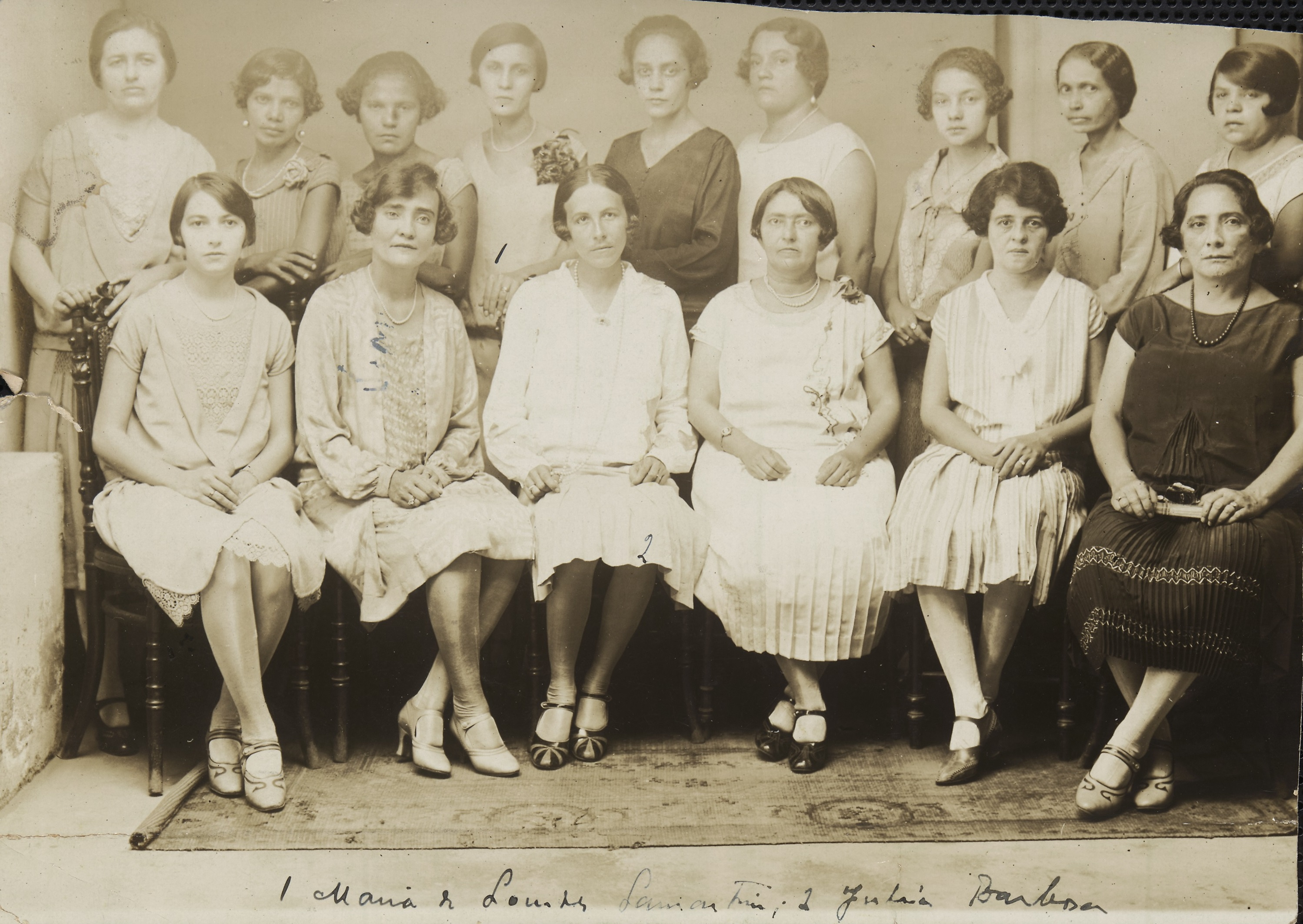
اولین رأی دهندگان زن در ناتال، ریو گرانده دو نورته، در سال ۱۹۲۸.

در برزیل، جنبش‌های فمینیستی از مبارزات اروپایی الهام گرفته شد. نیسیا فلورستا یکی از اولین کسانی است که خود را به عنوان نیرویی در پیگیری برابری برای زنان نشان داد، و همچنین برتا لوتز، که فدراسیون پیشرفت زنان را در سال ۱۹۳۰ ایجاد کرد. جرونیما مسکویتا، برای حق رای زنان و مشارکت در چندین فعالیت اجتماعی و بشردوستانه مبارزه کرد.
در سطح ملی، این واقعیت که بیش از همه زنان مورد توجه قرار گرفت، حضور نویسنده، وکیل و فمینیست میتا سانتیاگو در سال ۱۹۲۸ بود که متوجه شد ممنوعیت رای زنان با قانون اساسی جمهوری اول برزیل (۲۴ فوریه ۱۸۹۱) در تضاد است.
با در نظر گرفتن این موضوع، میتا، به عنوان یک وکیل، یک حکم امنیتی ارائه کرد و حکمی را به دست آورد، که به او اجازه داد تا خودش را به عنوان معاون فدرال انتخاب کند.
قانون انتخاباتی تدوین شده در سال ۱۹۳۳ سرانجام حق رای و نمایندگی سیاسی را به زنان تعمیم داد. در سال ۱۹۳۴، کارلوتا پریرا د کی‌روش اولین معاون زن برزیل شد. در سال ۱۹۴۷، پریرا د کی‌روش با کمک برتا لوتز، کلوپ سوروپتیمیست را در ریودوژانیرو تأسیس کرد، انجمنی بین‌المللی از زنان که هدف آن بهبود کیفیت زندگی زنان در شرایط زندگی محلی بود.
در دهه‌های ۶۰ و ۷۰، فمینیسم در سراسر اروپا و در داخل ایالات متحده ظهور کرد و انگیزه خود را از تحولات سیاسی و فرهنگی آن مناطق گرفت که ارزش‌های محافظه کارانه جامعه را به چالش کشید و در این زمینه جنس دوم اثر سیمون دوبوار منتشر شد. با این حال، در برزیل، کشور در حال گذر از یک دیکتاتوری نظامی دست راستی بود. در اوج سرکوب، جنبش فمینیستی مدیروس دا فونسکا ظهور کرد. این جنبش دامنه مطالبات از جمله اصل برابری زن و شوهر در ازدواج و معرفی طلاق در قوانین برزیل را گسترش داد.

### قرن ۲۱
در سال‌های اول قرن بیست و یکم، فمینیست‌های برزیلی لغو ماده ای در قانون مجازات مربوط به جرم «تجاوز به عنف» را به عنوان یک پیروزی جشن گرفتند، زیرا در این ماده عبارت «زن صادق» وجود داشت که توهین آمیز تلقی می‌شد.
جنبش فمینیستی در حال حاضر در برزیل، مبارزه با خشونت خانگی را در اولویت کار دارد که در این کشور به سطوح بالایی می‌رسد. قانونی شدن سقط جنین (که در حال حاضر فقط در شرایط استثنایی مجاز است) و اتخاذ سبک زندگی مستقل از اهداف برخی گروه هاست.